# 2020年马里政变
2020年馬利政變（法語：coup d'État de 2020 au Mali）為2020年8月18日馬利武裝部隊於馬利共和國首都巴馬科發動的軍事政變。輕型卡車上的士兵衝進了卡蒂鎮的桑迪亞塔軍事基地，從軍械庫分發武器並逮捕高級官員。在該鎮的街道上看到了坦克和裝甲車，以及前往首都巴馬科的軍用卡車。叛軍逮捕了幾位政府官員，包括總統易卜拉欣·布巴卡爾·凱塔，稍晚總統宣布辭職並同時解散了政府和議會。這是馬利共和國近十年以來的第二次政變。

## 背景
马里的抗议活动自6月5日起一直在进行着，抗议者对眼下的叛乱、政府的腐败和经济的不景气感到不满，呼吁总统易卜拉欣·布巴卡尔·凯塔辞职。

## 政變過程
由上校迪奥（Diaw）、上校卡马拉（Camara）和将军登贝莱（Cheick Fantamadi Dembele）领导的叛变分子逮捕了外交部长蒂耶比莱·德拉梅和经济与财政部长阿卜杜拉耶·达菲。总理布布·西塞呼吁与叛变分子通过对话消除隔阂。总统凯塔和总理西塞后来在首都巴马科的住所被捕。
隨著政變的消息傳開，數百名抗議者聚集在巴馬科的獨立紀念碑上，要求總統辭職。有示威者将马里司法部一建筑物纵火焚烧。
目前尚不清楚有多少士兵參與叛變。

## 後續
馬利總統凱塔宣布辞职，同时解散了政府和议会。他补充说：“我不希望为了继续掌权，而发生流血牺牲事件。”
政变军人组成的致敬人民全国委员会承诺凯塔下台后会举行新的选举。CNSP发言人Ismael Wague少校宣布关闭陆空边境，晚9时至次日5时实施宵禁。

## 各方反應

### 政府間國際組織
欧盟
歐盟外交事務與安全政策聯盟高級代表何塞·博雷利·丰特列斯譴責該軍變，並呼籲進行對話，並宣布將進行接觸以決定國際社會對叛變的反應。
 联合国
联合国秘书长安东尼奥·古特雷斯要求叛军释放总统和总理，恢复宪法秩序。联合国安理会将在法国和尼日尔要求下于19日就马里事态召开紧急会议。
 非洲聯盟
非洲联盟委员会主席穆萨·法基呼吁释放被逮捕的总统、总理和其他政府官员，对叛军逮捕总统和总理表示强烈谴责。马里的成员国资格亦被暂停，直至该国恢复宪法秩序。
西非国家经济共同体
西非国家经济共同体发表声明，称其15个成员国已同意关闭与马里的边境，并暂停向马里的所有资金流动。同時西共體取消了馬里成員國資格。

### 國家代表
法國
法國總統府对叛变表示谴责，總統馬克宏將與西非國家領袖討論馬利情勢，並敦促西非國家經濟共同體（ECOWAS）調解。外交部長让-伊夫·勒德里昂表示法國將「以最嚴厲措辭譴責這起嚴重事件」，並敦促叛军返回军营。
 美國
美國的非洲薩赫勒地區特使彼得·範發表聲明說，“美國反對所有憲法外的政府變革。”美国国务卿蓬佩奥发表声明谴责政变，呼吁和平对话解决马里危机。
 加拿大
加拿大外交部長商鵬飛說：“加拿大對馬利的局勢十分關切，並強烈譴責武裝部隊對抗政府的行為。”
 俄羅斯
俄羅斯政府宣布對該政變表示關注。
 中华人民共和国
中华人民共和国外交部发言人赵立坚對該政變表示關注，支持有关地区和国际组织和平解决马里危机。